# 楊紹 (正統進士)
楊紹（15世紀—15世紀），字文纘，福建漳州府龍溪縣人，明朝政治人物。

## 生平
楊紹是正統九年（1444年）福建鄉試舉人，十三年（1448年）成進士，次年（1449年）獲授戶部主事專理京師糧儲，其後官至郎中，剛直不避權貴，辭官回鄉後不事干謁，得士子稱頌。